# Elia W. Peattie

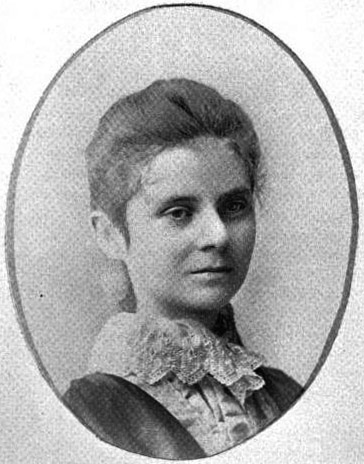
Elia Wilkinson Peattie, 1896

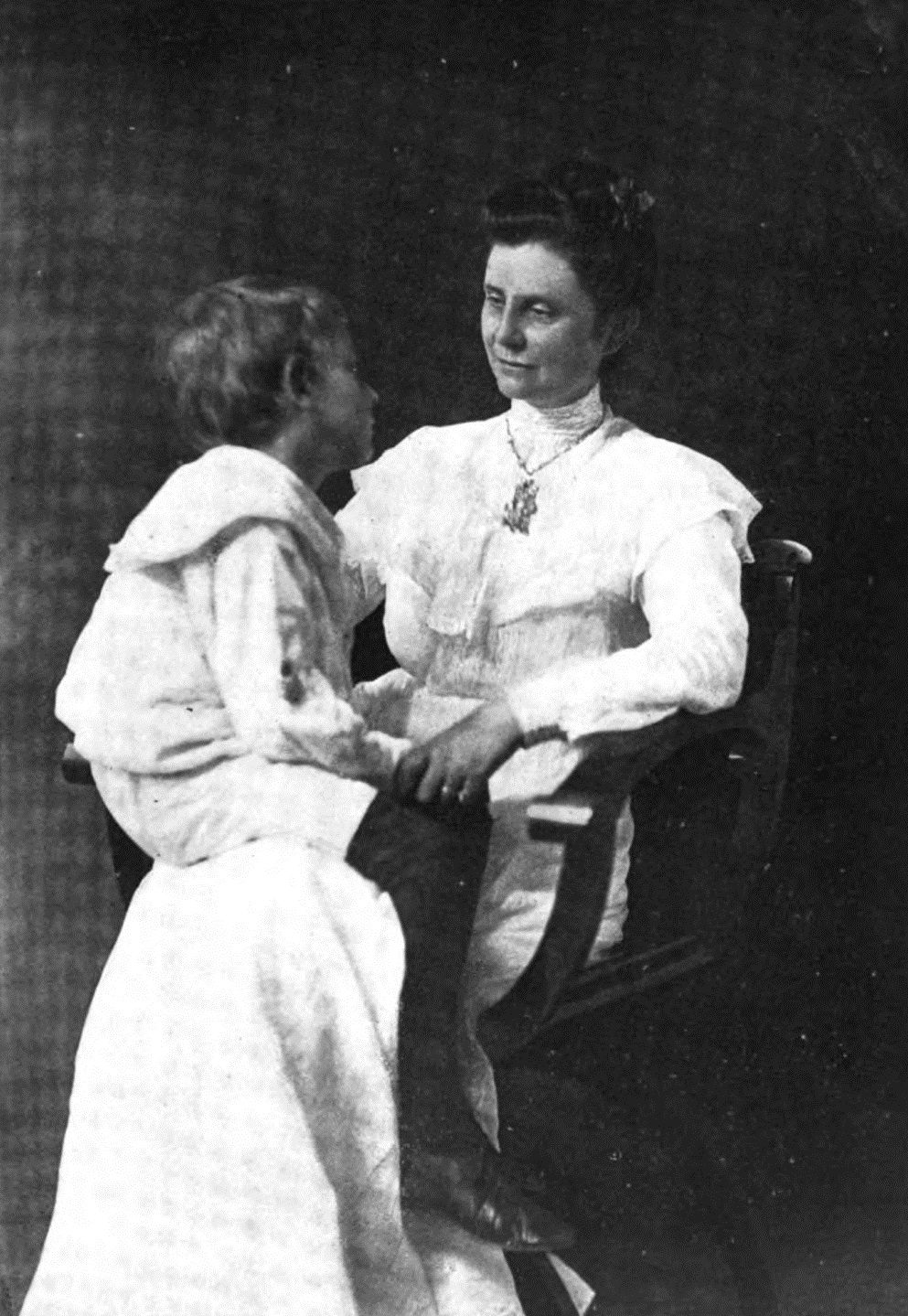
Elia W. Peattie und ihr Sohn

 Elia Wilkinson Peattie  (* 15. Januar 1862 in Kalamazoo, Michigan; † 12. Juli 1935 in Wallingford, Vermont) war eine US-amerikanische Autorin und Journalistin. Sie war die erste Reporterin der Chicago Tribune und die zweite Reporterin in Chicago.

## Leben und Werk
Peattie war die Tochter von Frederick und Amanda (Cahill) Wilkinson und zog mit ihrer Familie nach Chicago. Mit 14 Jahren beendete sie den Schulbesuch, um ihrem Vater in seiner Druckerei zu helfen. 1883 heiratete sie den Journalisten Robert Burns Peattie, mit dem sie vier Kinder bekam.
Sie schrieb Kurzgeschichten für Zeitungen und wurde 1886 Reporterin bei der Chicago Tribune und später bei der Chicago Daily News. Im Jahr 1888 zog die Familie nach Omaha, nachdem sie und ihr Mann bei der Zeitschrift Omaha Daily Herald Arbeit bekommen hatten. Als Gilbert Monell Hitchcock den Morning Herald kaufte und mit der Zeitung Evening World zum Omaha World-Herald zusammenlegte, bat er ihren Mann als Chefredakteur und sie als Kolumnistin und Redakteurin zu arbeiten. Peattie schrieb über 800 Kolumnen, Leitartikel und Geschichten im Omaha World-Herald. Sie schrieb auch für Magazine wie The Century Magazine, Lippincott's Monthly Magazine, Cosmopolitan, St. Nicholas Magazine, Wide Awake, The American Magazine, America, Harper’s Weekly und San Francisco Argonaut. 
1888 wurde sie von Chicagoer Verlagen beauftragt, eine Geschichte der Vereinigten Staaten zu schreiben, und schrieb in vier Monaten die siebenhundertseitige The Story of America. Ihr Roman The Judge wurde 1889 von der Detroit Free Press mit 900 US-Dollar ausgezeichnet und anschließend in Buchform veröffentlicht. Später im Jahr 1889 beschäftigte die Northern Pacific Railroad sie, um Alaska zu besuchen und einen Reisebericht zu schreiben. A Trip Through Wonderland wurde zu einem beliebten Reiseführer. Nach 1890 freundete sich Peattie mit der Schriftstellerin Kate McPhelim Cleary an, während beide in Nebraska lebten. 
Im Jahr 1896 kehrte sie nach Chicago zurück, wo sie bis 1917 als Literaturkritikerin der Chicago Tribune tätig war. Sie betätigte sich aktiv im Chicago Woman's Club und dem Literaturclub Little Room. Da ihr Mann oft krank war, schrieb sie Auftragswerke oder Geschichten, um das Familieneinkommen zu sichern. 
Einer ihrer Söhne war der Botaniker, Naturforscher und Autor Donald C. Peattie. Peattie starb 1935 im Haus des ältesten ihrer drei Söhne in Wallingford mit 73 Jahren an Herzversagen.

## Veröffentlichungen (Auswahl)
- 1889: The Story of America
- 1889: The Judge
- 1889: A Trip Through Wonderland
- 1891: With Scrip and Staff
- 1892: The American Peasant: A Timely Allegory
- 1895: The Pictorial Story of America
- 1903: The Edge of Things
- 1903: Castle, Knight & Troubadour: In an Apology and Three Tableaux
- 1907: Ickery Ann: And Other Girls and Boys
- 1913: Annie Laurie and Azalea
- 1914: Azalea at Sunset Gap
- 1915: Lotta Embury's Career
- 1915: Azalea's Silver Web
- 1916: Sarah Brewster's Relatives
- 1917: The Newcomers
- 1918: Times and Manner: A Pageant
- 1930: Songs from a Southern Garden